# Muras
Muras – niewielka miejscowość w Hiszpanii we wspólnocie autonomicznej Galicja w prowincji Lugo. Liczy niespełna tysiąc mieszkańców. Znajdują się tu liczne elektrownie wiatrowe.